# Ulf Holmgersson (Ama)
Ulf Holmgersson (Ama), död efter 1290, var en svensk riddare och riksråd.

## Biografi
Ulf Holmgersson (Ama) var son till dominus Holmger Folkesson (Ama) och Kristina Fastesdotter (en växt). Han nämndes första gången 1276 som riddare och var 1284 bosatt i Linköping. Ulf Holmgersson var 1288 riksråd och nämns sista gången 1290.

### Egendom
Ulf Holmgersson ägde gods i Björkekinds härad och Valkebo härad i Östergötland, i Österrekarne härad i Södermanland och Redvägs härad i Västergötland.

### Familj
Ulf Holmgersson var 1278 gift med Cecilia Haraldsdotter (vingad lilja), dotter till Harald Gudmundsson (Vingad lilja). De fick tillsammans barnen kaniken Harald Ulfsson (Ama) i Linköping, riddaren Holmger Ulfsson (Ama), Karl Ulfsson, Folke Ulfsson och riddaren, riksrådet och lagmannen Lars Ulfsson (Ama).
Fick 13 februari 1284 påvligt tillstånd att ingå äktenskap med sin brylling Elena, som då uppges vara  konung Magnus »consanguinea» och därför troligen är identisk med dennes syster Kristina Birgersdotters 1282 nämnda dotter med detta namn.
Han gifte sig andra gången med Elena, troligen dotter till Kristina Birgersdotter, Birger jarls dotterdotter. Elena var troligen tidigare gift med den 1278 dräpte danske riddaren Ingemar Nielsen. Ulf Holmgersson och Elena fick tillsammans Ulvsdotter som var gift med riddaren och riksrådet Torkel Andersson (Båt), Holmger Ulfsson, Ulvsdotter som var gift med riddaren Birger Magnusson (Magnus Marinassons ätt) och Katarina Ulfsdotter som var gift med riddaren Ulf Magnusson (Lejonbalk).